# آن سولينني حاتتي
آن سولينني حاتتي (بالفرنسية: Anne-Solenne Hatte)‏ هي صحفية ومذيعة أخبار وممثلة فرنسية، ولدت في 1953.

## أعمال

### أفلام
- (2012) تأمين[2]

## وصلات خارجية
- آن سولينني حاتتي على موقع IMDb (الإنجليزية)
- آن سولينني حاتتي على موقع ألو سيني (الفرنسية)
- آن سولينني حاتتي على موقع قاعدة بيانات الفيلم (الإنجليزية)